# Olympische Winterspiele 1924/Alpinismus
Bereits auf seinem Gründungskongress 1894 hatte das IOC beschlossen auch einen Preis für Alpinismus zu vergeben. Dieser wurde erstmals bei den I. Olympischen Winterspielen 1924 in Chamonix verliehen.
| Platz | Land | Sportler                               |
| ----- | ---- | -------------------------------------- |
| 1     | GBR  | Brigadegeneral Charles Granville Bruce |

Der Preis wurde von IOC-Präsident Pierre de Coubertin am 5. Februar 1924, dem Abschlusstag der Winterspiele von Chamonix, stellvertretend an den Leiter der Britischen Mount-Everest-Expedition von 1922, Oberst Edward Strutt, übergeben. Brigadegeneral Charles Granville Bruce, dem der Ehrenpreis eigentlich gebührte, konnte nicht zur Preisverleihung erscheinen, da er und George Mallory gerade mit den Vorbereitungen zu einer erneuten Mount-Everest-Expedition beschäftigt waren. Die übrigen 13 Expeditions-Teilnehmer waren alle in Chamonix zur Preisverleihung erschienen.
Charles Bruce leitete die Expedition, die 1922 den ersten wirklichen Besteigungsversuch unternahm. Dabei erreichten Finch und Geoffrey Bruce mit Sauerstoff-Flaschen eine Höhe von 8 326 m. Die Expeditionsteilnehmer Mallory, Norton und Sommervell kamen ohne Sauerstoff auf 8 225 m. Die gesamte Expedition dauerte fünf Monate. Die Besteigung des Mount Everest, die sieben Sherpas den Lawinentod kostete, scheiterte am Ende. Zwei Jahre später wagte Norton noch einmal einen Aufstieg und kam dabei ohne Sauerstoff bis auf 8 580 m. Danach war der Berg für lange Zeit aus politischen Gründen nicht mehr zugänglich.
Siehe auch unter Prix olympique d’alpinisme